# Mistrzostwa Świata w Narciarstwie Dowolnym 1997
Mistrzostwa świata w narciarstwie dowolnym 1997 były to szóste mistrzostwa świata w narciarstwie dowolnym. Odbyły się w japońskim mieście Iizuna, w dniach 4 – 9 lutego 1997 r. Zarówno mężczyźni jak i kobiety rywalizowali w tych samych trzech konkurencjach: jeździe po muldach, skokach akrobatycznych oraz balecie narciarskim. Na tych mistrzostwach zawody w kombinacji rozegrano tylko dla mężczyzn. Konkurencja ta na stałe wypadła z programu mistrzostw. Reprezentanci Polski nie startowali.

## Wyniki

### Mężczyźni

#### Jazda po muldach
- Data: 8 lutego 1997

| Medal | Zawodnik          | Narodowość        |
| ----- | ----------------- | ----------------- |
|       | Jean-Luc Brassard | Kanada            |
|       | Stéphane Rochon   | Kanada            |
|       | Jesper Rönnbäck   | Szwecja           |
| 4     | Fabrice Ougier    | Francja           |
| 5     | Thony Hemery      | Francja           |
| 6     | Jim Moran         | Stany Zjednoczone |
| 7     | Evan Dybvig       | Stany Zjednoczone |
| 8     | Dominick Gauthier | Kanada            |

#### Skoki akrobatyczne
- Data: 9 lutego 1997

| Medal | Zawodnik             | Narodowość        |
| ----- | -------------------- | ----------------- |
|       | Nicolas Fontaine     | Kanada            |
|       | Eric Bergoust        | Stany Zjednoczone |
|       | Andy Capicik         | Kanada            |
| 4     | David Belhumeur      | Kanada            |
| 5     | Christian Rijavec    | Austria           |
| 6     | Jean-Damien Climonet | Francja           |
| 7     | Joe Pack             | Stany Zjednoczone |
| 8     | Aleš Valenta         | Czechy            |

#### Balet narciarski
- Data: 7 lutego 1997

| Medal | Zawodnik          | Narodowość        |
| ----- | ----------------- | ----------------- |
|       | Fabrice Becker    | Francja           |
|       | Ian Edmondson     | Stany Zjednoczone |
|       | Heini Baumgartner | Szwajcaria        |
| 4     | Antti Inberg      | Finlandia         |
| 5     | Steven Roxberg    | Stany Zjednoczone |
| 6     | Konrad Hilpert    | Szwajcaria        |
| 7     | Pavel Landa       | Czechy            |
| 8     | Mike McDonald     | Kanada            |

#### Kombinacja
- Data: 6 lutego 1997

| Medal | Zawodnik         | Narodowość |
| ----- | ---------------- | ---------- |
|       | Darcy Downs      | Kanada     |
|       | Toben Sutherland | Kanada     |
|       | Aleh Kulaszou    | Białoruś   |

### Kobiety

#### Jazda po muldach
- Data: 8 lutego 1997

| Medal | Zawodnik            | Narodowość        |
| ----- | ------------------- | ----------------- |
|       | Candice Gilg        | Francja           |
|       | Donna Weinbrecht    | Stany Zjednoczone |
|       | Tatjana Mittermayer | Niemcy            |
| 4     | Ann Battelle        | Stany Zjednoczone |
| 5     | Kari Traa           | Norwegia          |
| 6     | Liz McIntyre        | Stany Zjednoczone |
| 7     | Minna Karhu         | Finlandia         |
| 8     | Marina Czerkasowa   | Rosja             |

#### Skoki akrobatyczne
- Data: 9 lutego 1997

| Medal | Zawodnik            | Narodowość |
| ----- | ------------------- | ---------- |
|       | Kirstie Marshall    | Australia  |
|       | Michèle Rohrbach    | Szwajcaria |
|       | Veronica Brenner    | Kanada     |
| 4     | Sabina Hudribusch   | Austria    |
| 5     | Natalja Oriechowa   | Rosja      |
| 6     | Caroline Olivier    | Kanada     |
| 7     | Liselotte Johansson | Szwecja    |
| 8     | Tetiana Kozaczenko  | Ukraina    |

#### Balet narciarski
- Data: 7 lutego 1997

| Medal | Zawodnik              | Narodowość        |
| ----- | --------------------- | ----------------- |
|       | Oksana Kuszczenko     | Rosja             |
|       | Åsa Magnusson         | Szwecja           |
|       | Annika Johansson      | Szwecja           |
| 4     | Yukako Tanaka         | Japonia           |
| 5     | Lara Rosenbaum        | Stany Zjednoczone |
| 6     | Zuzana Smerčiaková    | Słowacja          |
| 7     | Anne Marie Koeszegi   | Kanada            |
| 8     | Vicki Simpson-Roxberg | Wielka Brytania   |

## Klasyfikacja medalowa
| Miejsce | Państwo           |   |   |   | Razem |
| ------- | ----------------- | - | - | - | ----- |
| 1.      | Kanada            | 2 | 1 | 2 | 5     |
| 2.      | Francja           | 2 | 0 | 0 | 2     |
| 3.      | Australia         | 1 | 0 | 0 | 1     |
|         | Rosja             | 1 | 0 | 0 | 1     |
| 5.      | Stany Zjednoczone | 0 | 3 | 0 | 3     |
| 6.      | Szwecja           | 0 | 1 | 2 | 3     |
| 7.      | Szwajcaria        | 0 | 1 | 1 | 2     |
| 8.      | Niemcy            | 0 | 0 | 1 | 1     |